# Supercopa espanyola de bàsquet femenina
La Supercopa d'Espanya de basquetbol femenina és una competició esportiva de clubs espanyols bàsquet femení, de caràcter anual, iniciada l'any 2003 i organitzada per la Federació Espanyola de Basquetbol. Hi participen el vigent campió de la Lliga Femenina i el vigent campió de la Copa de la Reina en un partit únic. En el cas que un mateix equip hagi guanyat les dues competicions a la mateixa temporada, hi participen el campió de Lliga contra el subcampió de Copa. La competició es disputa al principi de la temporada d'enguany, normalment al mes de setembre, i inicia les competicions oficials de basquetbol estatal femení.
El dominador de la competició és el Perfumerias Avenidas amb nou títols, seguit del València Ros Casares amb sis. Altres equips dels Països Catalans que han guanyat la competició són l'Uni Girona Club de Bàsquet (2015-16, 2019-20, 2022-23), l'UB Barça (2005-06) i el València Basket Club (2021-22, 2023-24, 2024-25).

## Historial
| En negreta = Equip guanyador (pro.) = Prórroga (1) = Nombre de títols Nota: Noms dels equips segons l'època |

| Edició | Temp.   | Data       | Campió                   | Resultat | Subcampió            | Seu                                    | refs   |
| ------ | ------- | ---------- | ------------------------ | -------- | -------------------- | -------------------------------------- | ------ |
| I      | 2003-04 | 2003       | València-Ros Casares (1) | 69-60    | UB-FC Barcelona      | València                               |        |
| II     | 2004-05 | 2004       | València-Ros Casares (2) | 70-56    | Perfumerías Avenida  | Salamanca                              |        |
| III    | 2005-06 | 05-10-2005 | UB-FC Barcelona (1)      | 62-55    | Perfumerías Avenida  | Palau Blaugrana, Barcelona             | [ 2 ]  |
| IV     | 2006-07 | 07-10-2006 | València-Ros Casares (3) | 83-72    | Perfumerías Avenida  | Pavelló de Würzburg, Salamanca         | [ 3 ]  |
| V      | 2007-08 | 19-10-2007 | València-Ros Casares (4) | 68-61    | Perfumerías Avenida  | Pavelló Font de Sant Lluís, València   | [ 4 ]  |
| VI     | 2008-09 | 02-10-2008 | València-Ros Casares (5) | 72-50    | CB San José          | Pavelló Font de Sant Lluís, València   |        |
| VII    | 2009-10 | 2009       | València-Ros Casares (6) | 68-64    | CB Puig d'en Valls   | Pavelló Font de Sant Lluís, València   |        |
| VIII   | 2010-11 | 2010       | Perfumerías Avenida (1)  | 76-72    | València-Ros Casares | Pavelló Font de Sant Lluís, València   |        |
| IX     | 2011-12 | 2011       | Perfumerías Avenida (2)  | 77-65    | Rivas Ecópolis       | Pavelló de Würzburg, Salamanca         |        |
| X      | 2012-13 | 2012       | Perfumerías Avenida (3)  | 68-59    | Uni Girona CB        | Pavelló de Würzburg, Salamanca         |        |
| XI     | 2013-14 | 2013       | Perfumerías Avenida (4)  | 62-57    | Rivas Ecópolis       | Pavelló de Würzburg, Salamanca         |        |
| XII    | 2014-15 | 2014       | Perfumerías Avenida (5)  | 87-52    | Rivas Ecópolis       | Leganés                                |        |
| XIII   | 2015-16 | 23-09-2015 | Spar Citylift Girona (1) | 61-59    | Perfumerías Avenida  | Pavelló Municipal Girona-Fontajau      | [ 5 ]  |
| XIV    | 2016-17 | 22-09-2016 | Perfumerías Avenida (6)  | 93-80    | IDK Guipúscoa        | Pavelló de Würzburg, Salamanca         |        |
| XV     | 2017-18 | 28-09-2017 | Perfumerías Avenida (7)  | 61-55    | Spar Citylift Girona | Pavelló de Würzburg, Salamanca         | [ 6 ]  |
| XVI    | 2018-19 | 10-10-2018 | Perfumerías Avenida (8)  | 72-62    | Spar Citylift Girona | Pavelló de Würzburg, Salamanca         | [ 7 ]  |
| XVII   | 2019-20 | 22-09-2019 | Spar Citylift Girona (2) | 82-80    | Perfumerías Avenida  | Pavelló Municipal Girona-Fontajau      | [ 8 ]  |
| XVIII  | 2020-21 | 13-09-2020 | Perfumerías Avenida (9)  | 66-50    | Lointek Gernika      | Bilbao Arena                           | [ 9 ]  |
| XIX    | 2021-22 | 19-09-2021 | València Basket (1)      | 81-63    | Perfumerías Avenida  | Pavelló Santiago Martín, La Laguna     | [ 10 ] |
| XX     | 2022-23 | 09-10-2022 | Spar Girona (3)          | 70-65    | València Basket      | Poliesportiu de Mendizorrotza, Vitòria | [ 11 ] |
| XXI    | 2023-24 | 01-10-2023 | València Basket (2)      | 78-73    | Perfumerías Avenida  | Gran Canaria Arena, Las Palmas         | [ 12 ] |
| XXII   | 2024-25 | 29-09-2024 | València Basket (3)      | 84-60    | Casademont Zaragoza  | Pavelló Fausto Vicent, Múrcia          | [ 13 ] |

## Palmarès
| Equip                        | Campió | Subcampió | Finals | Anys campió                                                                     | Anys subcampió                                                |
| ---------------------------- | ------ | --------- | ------ | ------------------------------------------------------------------------------- | ------------------------------------------------------------- |
| Club Baloncesto Avenida      | 9      | 7         | 16     | 2010-11, 2011-12, 2012-13, 2013-14, 2014-15, 2016-17, 2017-18, 2018-19, 2019-20 | 2004-05, 2005-06, 2006-07, 2007-08, 2015-16, 2021-22. 2023-24 |
| Valencia Ros Casares         | 6      | 1         | 7      | 2003-04, 2004-05, 2006-07, 2007-08, 2008-09, 2009-10                            | 2010-11                                                       |
| Uni Girona Club de Bàsquet   | 3      | 3         | 6      | 2015-16, 2019-20, 2022-23                                                       | 2012-13, 2017-18, 2018-19                                     |
| València Basket Club         | 3      | 1         | 4      | 2021-22, 2023-24, 2024-25                                                       | 2022-23                                                       |
| UB FC Barcelona              | 1      | 1         | 2      | 2005-06                                                                         | 2003-04                                                       |
| Rivas Ecópolis               | 0      | 3         | 3      | —                                                                               | 2011-12, 2013-14, 2014-15                                     |
| Club Baloncesto San José     | 0      | 1         | 1      | —                                                                               | 2008-09                                                       |
| Club Bàsquet Puig d'en Valls | 0      | 1         | 1      | —                                                                               | 2009-10                                                       |
| IDK Guipúscoa                | 0      | 1         | 1      | —                                                                               | 2016-17                                                       |
| Gernika Bizkaia              | 0      | 1         | 1      | —                                                                               | 2020-21                                                       |
| Casademont Zaragoza          | 0      | 1         | 1      | —                                                                               | 2024-25                                                       |

## MVP de la competició
| Edició | Temp.   | MVP             | Club                 | refs   |
| ------ | ------- | --------------- | -------------------- | ------ |
| I      | 2003-04 | Sandy Brondello | València-Ros Casares |        |
| II     | 2004-05 | Amaya Valdemoro | València-Ros Casares |        |
| III    | 2005-06 | Marta Fernández | UB FC Barcelona      |        |
| IV     | 2006-07 | Elisa Aguilar   | València-Ros Casares |        |
| V      | 2007-08 | Elisa Aguilar   | València-Ros Casares |        |
| VI     | 2008-09 | Laia Palau      | València-Ros Casares |        |
| VII    | 2009-10 | Érika de Souza  | València-Ros Casares |        |
| VIII   | 2010-11 | Sancho Lyttle   | Perfumerías Avenida  |        |
| IX     | 2011-12 | DeWanna Bonner  | Perfumerías Avenida  |        |
| X      | 2012-13 | Roneeka Hodges  | Perfumerías Avenida  |        |
| XI     | 2013-14 | Shay Murphy     | Perfumerías Avenida  |        |
| XII    | 2014-15 | Marta Xargay    | Perfumerías Avenida  |        |
| XIII   | 2015-16 | Chelsea Gray    | Spar Citylift Girona |        |
| XIV    | 2016-17 | Adaora Elonu    | Perfumerías Avenida  |        |
| XV     | 2017-18 | Érika de Souza  | Perfumerías Avenida  | [ 6 ]  |
| XVI    | 2018-19 | Érika de Souza  | Perfumerías Avenida  | [ 7 ]  |
| XVII   | 2019-20 | Adaora Elonu    | Spar Citylift Girona | [ 8 ]  |
| XVIII  | 2020-21 | Nikolina Milic  | Perfumerías Avenida  | [ 9 ]  |
| XIX    | 2021-22 | Cristina Ouviña | València Basket      | [ 10 ] |
| XX     | 2022-23 | Rebekah Gardner | Spar Girona          | [ 11 ] |
| XXI    | 2023-24 | Raquel Carrera  | València Basket      | [ 12 ] |
| XXII   | 2024-25 | Nadia Fingall   | València Basket      | [ 13 ] |